# Гремучий Ключ (Андреевский сельсовет)
Гремучий Ключ (баш. Гремучий Ключ) — деревня в Илишевском районе Башкортостана России. Входит в состав Андреевского сельсовета.

## География
Находится на северо-западе республики, на северо-восточных отрогах Бугульминско-Белебеевской возвышенности, по берегу реки Белой.
Улица одна — Фрунзе.
Географическое положение
Расстояние до:
- районного центра (Верхнеяркеево): 33 км,
- центра сельсовета (Андреевка): 3 км,
- ближайшей ж/д станции (Буздяк): 138 км.

## Население
| 2002 | 2009 | 2010 |
| ---- | ---- | ---- |
| 76   | ↘58  | ↗64  |

## Инфраструктура
Личное подсобное хозяйство.

## Транспорт
Просёлочная дорога.